# 吉田篤史
吉田 篤史（よしだ あつし、1970年9月29日 - ）は、東京都豊島区生まれ、新潟県新潟市出身の元プロ野球選手（投手）、野球指導者、野球監督。

## 来歴・人物

### 現役時代
出生地は東京都豊島区。小学校時代に新潟県新潟市へ移住。日本文理高校卒業後、ヤマハに入社。
1990年には都市対抗野球大会で優勝に貢献、胴上げ投手となり、橋戸賞、若獅子賞を獲得した。
1991年もチームを都市対抗野球大会に導く活躍が認められ、複数のプロ球団から注目を集めた。1991年度ドラフト会議にて千葉ロッテマリーンズから1位指名を受けて入団。吉田の1位指名は、新潟県出身・在住かつ新潟県内の高校出身者としては史上初のことだった。
1992年は、規定投球回未満（119回1/3）ながら21試合に登板して7勝9敗、防御率4.07の成績をマーク。。
1993年からは右肩や肘の故障などに悩まされ、2年間で登板は9試合にとどまった。
1995年は1A・バイセイリア・オークスに野球留学した。同年は主に中継ぎとして25試合に登板。1勝1S、防御率1.00の好成績を挙げて復活を遂げ、以後ロッテの中継ぎエースとして活躍する。
2000年以降は、ローテーションの谷間の先発や敗戦処理など、場面を問わず登板するケースがしばしばあった。
2003年4月、橋本武広との交換トレードで阪神タイガースへ移籍。しかし移籍直後、二軍調整中に右脹脛痛を発症し、戦線を離脱。
2004年10月6日に戦力外通告を受け、現役を引退。

### 指導者時代
折りしも、ロッテ時代から兄貴分として慕っていた牛島和彦が、翌2005年から横浜ベイスターズの監督に就任することになり、本人直々のオファーを受けて一軍投手コーチとして入閣。吉田はリリーバーの経験が長かったことから、ブルペン担当としてリリーフ陣の指揮を執った。
2006年シーズン限りで牛島は監督を辞任したが吉田は横浜に残り、同年秋から同球団ファームの湘南シーレックス投手コーチに就任した。
2008年6月26日、低迷する投手陣の立て直しのために、二軍投手コーチでありながら一軍に帯同することになった。
2009年からは再び二軍投手コーチを務めた。
2011年は一軍投手コーチを務めたがチーム防御率リーグ最下位と低迷し、同年11月22日に来季の契約を結ばないことが発表された。
2012年はベースボール・チャレンジ・リーグ・信濃グランセローズの投手コーチを務めたが、同年限りで退団した。信濃退団後はセンスアップ＋スポーツアカデミーにて、牛島和彦らと共に野球指導に携わる。
2014年10月14日にオリックス・バファローズの二軍投手コーチに就任することが発表された。2シーズン務め、2016年をもって退団。
2017年は、BASEBALL FIRST LEAGUEに新発足した和歌山ファイティングバーズの投手コーチを務め、11月30日付で契約満了により和歌山コーチを退任。球団発表に付されたコメントで「自分自身の将来も見据えた新しい道を歩む決断」をしたとコメントしている。
2018年、2019年と社会人クラブチーム・郡山アスレチックスBCの監督を務めた。
2020年1月14日、四国アイランドリーグplus・徳島インディゴソックスの監督に就任することが発表された。就任初年度の2020年にリーグ優勝を達成。徳島で過去にリーグ優勝を達成した監督（斉藤浩行・島田直也・養父鐵・牧野塁）はいずれもその時点でNPBでの指導歴がなく、NPB指導歴のある監督として徳島で優勝を達成したのは吉田が初である。
2021年は連覇（チームとしては3連覇）を逃したが、NPBドラフト会議では在任中に2年連続して指名者（育成選手を含む）をチームから出した
。シーズン終了後の10月18日に退任が発表された。
2022年1月5日、日本海オセアンリーグの福井ネクサスエレファンツでヘッドコーチ兼投手コーチに就任することが発表された。シーズン開幕後の4月24日、監督の南渕時高が体調不良で休養を球団に申し入れたため、監督代行に就任した。南渕の監督契約は5月31日に解除されたが、吉田の肩書きは引き続き「監督代行」となっている。
6月29日、福井球団は監督代行の吉田が「体調不良による休養」を申し出たと発表した（野手コーチの早坂圭介が休養期間中の代行を務める）。7月29日に、球団と双方の合意の上で契約解除となったことが発表された。
2023年は、マツゲン箕島硬式野球部で投手コーチを務めていた。

## 詳細情報

### 年度別投手成績
| 年 度      | 球 団      | 登 板 | 先 発 | 完 投 | 完 封 | 無 四 球 | 勝 利 | 敗 戦 | セ 丨 ブ | ホ 丨 ル ド | 勝 率 | 打 者 | 投 球 回 | 被 安 打 | 被 本 塁 打 | 与 四 球 | 敬 遠 | 与 死 球 | 奪 三 振 | 暴 投 | ボ 丨 ク | 失 点 | 自 責 点 | 防 御 率 | W H I P |
| ---------- | ---------- | ----- | ----- | ----- | ----- | -------- | ----- | ----- | -------- | ----------- | ----- | ----- | -------- | -------- | ----------- | -------- | ----- | -------- | -------- | ----- | -------- | ----- | -------- | -------- | ------- |
| 1992       | ロッテ     | 21    | 19    | 4     | 2     | 0        | 7     | 9     | 0        | --          | .438  | 510   | 119.1    | 108      | 12          | 51       | 0     | 3        | 84       | 3     | 0        | 58    | 54       | 4.07     | 1.33    |
| 1993       | ロッテ     | 7     | 5     | 0     | 0     | 0        | 0     | 5     | 0        | --          | .000  | 106   | 22.2     | 31       | 7           | 11       | 0     | 0        | 19       | 1     | 0        | 21    | 18       | 7.15     | 1.85    |
| 1994       | ロッテ     | 2     | 1     | 0     | 0     | 0        | 0     | 0     | 0        | --          | ----  | 26    | 6.0      | 7        | 0           | 2        | 0     | 0        | 5        | 0     | 0        | 4     | 4        | 6.00     | 1.50    |
| 1995       | ロッテ     | 25    | 0     | 0     | 0     | 0        | 1     | 0     | 1        | --          | 1.000 | 149   | 36.0     | 25       | 2           | 17       | 2     | 1        | 32       | 0     | 0        | 5     | 4        | 1.00     | 1.17    |
| 1996       | ロッテ     | 27    | 0     | 0     | 0     | 0        | 2     | 3     | 0        | --          | .400  | 203   | 45.2     | 44       | 6           | 31       | 0     | 0        | 29       | 1     | 0        | 28    | 28       | 5.52     | 1.64    |
| 1997       | ロッテ     | 41    | 0     | 0     | 0     | 0        | 5     | 3     | 2        | --          | .625  | 250   | 63.1     | 45       | 1           | 24       | 4     | 0        | 34       | 4     | 0        | 14    | 11       | 1.56     | 1.09    |
| 1998       | ロッテ     | 17    | 0     | 0     | 0     | 0        | 0     | 3     | 3        | --          | .000  | 87    | 17.2     | 26       | 4           | 9        | 3     | 0        | 13       | 0     | 1        | 15    | 15       | 7.64     | 1.98    |
| 1999       | ロッテ     | 29    | 0     | 0     | 0     | 0        | 1     | 2     | 0        | --          | .333  | 143   | 34.1     | 33       | 2           | 11       | 0     | 0        | 21       | 1     | 1        | 10    | 9        | 2.36     | 1.28    |
| 2000       | ロッテ     | 39    | 12    | 0     | 0     | 0        | 7     | 8     | 0        | --          | .467  | 382   | 91.0     | 97       | 10          | 26       | 0     | 2        | 46       | 3     | 0        | 43    | 41       | 4.05     | 1.35    |
| 2001       | ロッテ     | 44    | 2     | 0     | 0     | 0        | 3     | 4     | 0        | --          | .429  | 243   | 58.1     | 48       | 5           | 26       | 1     | 0        | 31       | 1     | 0        | 21    | 20       | 3.09     | 1.27    |
| 2002       | ロッテ     | 40    | 0     | 0     | 0     | 0        | 0     | 0     | 0        | --          | ----  | 177   | 42.1     | 41       | 6           | 18       | 1     | 1        | 22       | 1     | 0        | 17    | 16       | 3.40     | 1.39    |
| 通算：11年 | 通算：11年 | 292   | 39    | 4     | 2     | 0        | 26    | 37    | 6        | --          | .413  | 2276  | 536.2    | 505      | 55          | 226      | 11    | 7        | 336      | 15    | 2        | 236   | 220      | 3.69     | 1.36    |

### 記録
- 初登板：1992年5月1日、対近鉄バファローズ3回戦（千葉マリンスタジアム）、8回表に4番手として救援登板・完了、2回1失点
- 初奪三振：同上、9回表に鈴木貴久から
- 初先発・初勝利：1992年5月5日、対福岡ダイエーホークス5回戦（平和台野球場）、5回2/3を4失点（自責点3）
- 初完投勝利：1992年5月21日、対福岡ダイエーホークス9回戦（千葉マリンスタジアム）、9回2失点
- 初完封勝利：1992年6月25日、日本ハムファイターズ13回戦（東京ドーム）
- 初セーブ：1995年8月10日、対福岡ダイエーホークス21回戦（福岡ドーム）、7回裏2死に2番手として救援登板・完了、2回1/3を無失点

### 背番号
- 21 （1992年 - 1995年開幕直前）
- 0 （1995年開幕直前[注釈 2] - 1996年）
- 13 （1997年 - 2003年途中）
- 34 （2003年途中 - 2004年）
- 74 （2005年 - 2012年、2022年）
- 73 （2015年 - 2017年、2020年 - 2021年）